# Valença (Río de Janeiro)
Valença es un municipio brasileño localizado en el sur del estado de Río de Janeiro. Está a una altitud de 560 metros. Su población estimada en 2008 era de 74.993 habitantes.

## Geografía
Posee un área de 1308,1 km² (la segunda mayor del estado de Río de Janeiro), y se sitúa en el Valle del Paraíba Fluminense.
Valença posee 5 distritos: Conservatória ("Ciudad de las Serestas"), Barón de Juparanã ("Ciudad de los Barones"), Parapeúna, Santa Isabel do Río Preto y Pentagna.
Actualmente su economía está orientada especialmente para la agronomía y para el polo universitário existente en la sede municipal.

## Historia
La región del valle del Paraíba del Sur en Río de Janeiro era totalmente cubierta por bosques vírgenes hasta el final del siglo XVIII. 
El territorio de la actual sede del municipio de Valença era habitado en la época por los indios Coroados que dominabam toda la zona comprendida entre los ríos Paraíba del Sur y Preto. El nombre Coroados es una denominación general de los portugueses para todas las tribus que usaban collares en forma de corona. Los Coroados estaban divididos en Araris y Puris (o Paris o Purus), siendo estos últimos los de menor número. Aun había en la región otras tribus como los Tampruns y Sazaricons, igualmente llamados Coroados.
El virrey del Brasil D. Luís de Vasconcelos y Souza ordenó en 1789 que fuese iniciada la catequesis de los indios de la región. En 1800, el virrey solicitó al agricultor José Rodrigues de la Cruz, propietario de las haciendas Ubá y Pau Gran (actualmente en la región de Vassouras, en "proceder a la civilización" de los indios Coroados. El entonces capitán de ordenanzas Inácio de Souza Werneck fue encomendado para "domesticar" a éstos y reunir a los indios Coroados en los bosques y conducirlos a las aldeas donde deberían vivir. Así fueron liberadas tierras que fueron divididas en parcelas y donadas a los primeros colonizadores de la región. 
La aldea de indios fue elevada la parroquia de Nuestra Señora de la Glória de Valença por Carta Real el 19 de agosto de 1807. El nombre fue dado en homenaje al virrey Don Fernando José de Portugal, descendiente de los nobles de la ciudad española de Valencia (España).
Los pocos indios que sobrevivieron se mudaron a otras localidades como Pomba, Sao Vicente Ferrer y Carangola en la provincia de Minas Gerais.

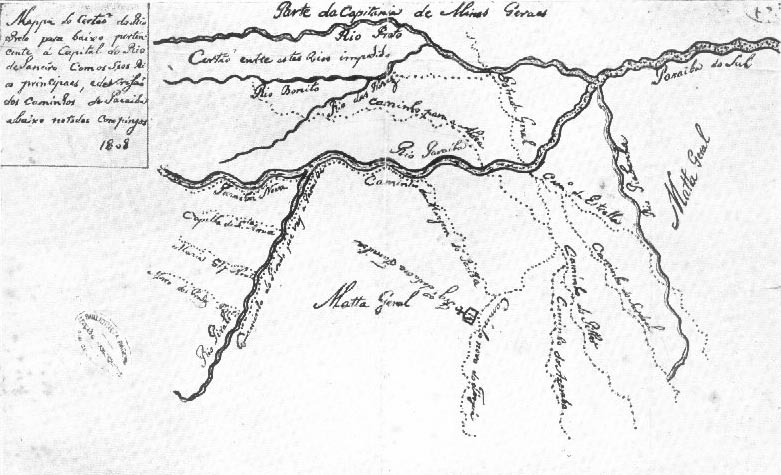
Mapa de Inácio de Sousa Verneck mostrando los caminos y ríos del sertón de Valença en 1808

La parroquia fue elevada la Villa de Nuestra Señora de la Glória de Valença el 17 de octubre de 1823 abarcando territorio separados de los términos de la ciudad de Río de Janeiro y de las antiguas villas de Sao Juan Marcos del Príncipe]] y Resende instalándose el 12 de noviembre de 1826. 
El 31 de diciembre de 1943, el topónimo Valença fue modificado para Marquês de Valença conforme Decreto de ley Estatal n.º 1056.